# N-アセチルガラクトサミノグリカンデアセチラーゼ
N-アセチルガラクトサミノグリカンデアセチラーゼ(N-acetylgalactosaminoglycan deacetylase、EC 3.1.1.58)は、以下の化学反応を触媒する酵素である。
N-アセチル-D-ガラクトサミノグリカン + 水{\displaystyle \rightleftharpoons }D-ガラクトサミノグリカン + 酢酸
従って、基質はN-アセチルガラクトサミノグリカンと水の2つ、生成物はD-ガラクトサミノグリカンと酢酸の2つである。
この酵素は加水分解酵素に分類され、特にエステル結合に作用する。系統名は、N-アセチル-D-ガラクトサミノグリカン アセチルヒドロラーゼ(N-acetyl-D-galactosaminoglycan acetylhydrolase)である。